# Understödsstiftelsen för Finlands tonkonst
Understödsstiftelsen för Finlands tonkonst (finska: Suomen säveltaiteen tukisäätiö), är en finländsk stiftelse. 
Stiftelsen grundades på Jean Sibelius 90-årsdag den 8 december 1955 genom en donation av Finlands riksdag. Stiftelsens uppgift är att främja tonkonsten i Finland genom att på Sibelius födelsedag utdela stipendier.